# Nestorius van Constantinopel
Nestorius (Grieks: Νεστόριος) of Nestor (Germanicia Euphratensis (tegenwoordig Kahramanmaraş), 381 - Egypte, 451) was een Syrische monnik die patriarch van Constantinopel was van 10 april 428 tot medio 431. Hij was in Antiochië een leerling van Theodorus van Mopsuestia.
Nestorius groeide op in de Antiocheense school en werd patriarch van Constantinopel in 428. Hij trad op tegen gelovigen die Maria Theotokos (moeder van God) noemden. Hij benadrukte de scheiding tussen Jezus' goddelijke en menselijke kenmerken, zodat Maria enkel de moeder van de menselijke Jezus kon zijn. Nestorius noemde haar Christotokos.
Zijn houding lokte het protest uit van Cyrillus, de patriarch van Alexandrië, die van mening was dat de menselijkheid van Jezus ondergeschikt was aan zijn goddelijkheid en die een groot wantrouwen had ten opzichte van een te scherp onderscheid tussen zijn twee naturen. Cyrillus volgde hiermee de Alexandrijnse school.
De kwestie werd voorgelegd aan paus Celestinus I in 430; tijdens een synode in Rome werd Nestorius gevraagd zijn stellingen op te geven. Deze was overtuigd van zijn gelijk en vroeg de keizer een algemeen concilie bijeen te roepen in Efeze in 431.
De uitspraken van dit concilie waren dat in Christus de eenheid van twee naturen voorkomt, menselijk en goddelijk. Maria werd gedefinieerd als de moeder Gods. Cyrillus van Alexandrië heeft een zeer grote invloed gehad op deze conciliaire beslissingen.
De veroordeling van Nestorius werd niet door iedereen binnen de Antiocheense kerkgemeenschap aanvaard. In de Nestoriaanse Kerk of de Kerk van het Oosten leefden zijn ideeën verder.

## Nestorius als patriarch
Volgens Socrates Scholasticus was Nestorius nauwelijks veertien dagen patriarch toen hij de eerste ariaanse kerk in de stad liet verwoesten. Op instigatie van Nestorius kondigde de keizer een edict af tegen alle ketterijen, waarin negentien groeperingen bij naam werden genoemd. Nestorius kondigde ook impopulaire ordemaatregelen af, zoals nieuwe strenge kledingvoorschriften voor de geestelijken en het verbod op theater, spelen en concerten in Constantinopel.
Nestorius trad aan als bisschop op het moment dat de Kerk in Constantinopel werd beheerst door gelovigen die Maria Theotokos noemden en anderen die Maria Anthropotokos noemden. Volgens Nestorius schold men elkaar wederzijds uit voor apollinaristen en manicheeërs. In de strijd tussen de Theotokos- en Anthropotokos-aanhangers stelde Nestorius de term Christotokos als compromis voor.
Hoe hij zelf over de verhouding van de twee naturen in Christus dacht, schreef hij aan Johannes van Antiochië.
De eretitel Theotokos was voor hem acceptabel, zolang maar duidelijk bleef, dat de twee naturen in Christus niet vermengd zijn en de menselijke natuur van Christus niet wordt opgelost in zijn goddelijke natuur.
Later voegde hij in een brief aan paus Coelestinus I toe: "De ketterij van de voorstanders van het Theotokos ligt in de bewering, dat de menselijke natuur van Christus na de incarnatie niet meer menselijk, maar goddelijk is."
Hieruit valt op te maken, dat Nestorius niet zo zeer gekant was tegen de mariologische eretitel Theotokos, maar wel tegen het op de loer liggende monofysitisme.
Onder zijn gelovigen is echter vooral blijven hangen, dat Nestorius voor de reeds lang in gebruik zijnde term Theotokos een alternatief voorstelde, waaruit men concludeerde dat Nestorius wellicht aan de goddelijkheid van Jezus twijfelde.
De al vanwege zijn bestuurspraktijk niet bijster populaire Nestorius kreeg nu te kampen met onrust. Eusebius van Doryleum timmerde een klaagschrift aan de deur van de kathedraal en stuurde preken van Nestorius naar Rome en Alexandrië.

## Gevoerde discussie
Paus Coelestinus I speelde een niet onbelangrijke rol in de beoordeling van dit conflict.
De eerder genoemde brief van Nestorius, waarin deze zijn standpunt verklaarde, was in Rome echter in een la blijven liggen. Volgens Coelestinus I was er in Rome niemand te vinden geweest, die de Griekse brief naar het Latijn had kunnen vertalen.
Bovendien vroeg Rome Cyrillus van Alexandrië om hulp in deze kwestie. Feitelijk werd Cyrillus tot onderzoeksrechter benoemd. Dat Cyrillus vooringenomen zou kunnen zijn, omdat zijn oom in die tijd patriarch van Alexandrië was (Alexandrijnse school), werd blijkbaar op de koop toe genomen.
Dat Cyrillus tegen Nestorius stelling zou nemen, was te verwachten, aangezien hij reeds in 429 in een paasbrief het Theotokos demonstratief verdedigde.
In 429 schreef Cyrillus ook rechtstreeks aan Nestorius met het verzoek om opheldering. In plaats van opheldering te verschaffen verzocht Nestorius Cyrillus om matiging, hetgeen Cyrillus als een verwijt opnam.
Begin 430 schreef Cyrillus zijn tweede brief aan Nestorius. Deze keer gaf hij Nestorius een lange christologische uiteenzetting en riep hij op tot terugkeer naar het katholieke geloof.
In reactie daarop ontving Cyrillus een belerende brief, waarin Nestorius zichzelf herhaalde en niets deed om misverstanden uit de weg te ruimen of zelfs Cyrillus te wijzen op onduidelijkheden in diens christologie.
Deze briefwisseling afsluitend formuleerde Cyrillus een aanklacht en stuurde die met de brieven en de door Eusebius gestuurde preekcitaten naar Rome.
Aartsdiaken Leo, later paus Leo I vroeg aan Johannes van Marseille op basis van dat materiaal een expertise te schrijven, de De incarnatione Domini contra Nestorium waarin Nestorius veroordeeld werd.
Op een Romeinse synode in 430 werd Nestorius dan ook veroordeeld.
Het besluit werd echter niet aan Nestorius, maar diens tegenstander Cyrillus gestuurd. Cyrillus hield daarop eerst zelf een synode in Alexandrië, waarop de denkbeelden van Nestorius in twaalf stellingen werden veroordeeld.
Deze twaalf stellingen gingen niet alleen in op het concrete meningsverschil inzake Maria's eretitel, maar op tal van andere zaken. Cyrillus probeerde op deze manier de opvattingen van de Alexandrijnse school aan Nestorius op te dringen en ter zelfde tijd allerlei opvattingen van de Antiocheense school te veroordelen (met name opvattingen van Johannes van Antiochië, Andreas van Samosata, Johannes Chrysostomus en Theodoretus van Cyrrhus).

## Concilie van Efeze
Om uit de impasse te geraken werd voor 7 juni 431 (pinksteren) het Concilie van Efeze bijeengeroepen.
Omdat de reis voor sommige deelnemers moeilijk was wachtte men, o.a. op aandringen van Nestorius, met de opening van de zittingen. Onder meer Johannes van Antiochië en de Syrische bisschoppen waren nog niet gekomen. Cyrillus besloot op 21 juni het concilie te openen.
Op 22 juni werd het geopend ondanks een protestnota van Nestorius met tientallen handtekeningen. De aanwezige 155 deelnemers kwamen tot de conclusie - op basis van enerzijds de tweede brief van Cyrillus en het antwoord van Nestorius daarop en anderzijds de brief van paus Coelestinus - Nestorius te veroordelen. Cyrillus van Alexandrië heeft als concilievoorzitter een zeer grote invloed gehad op deze beslissing.
Nestorius en 28 deelnemers protesteerden bij de keizer. Candidianus, die als keizerlijk vertegenwoordiger verantwoordelijk was voor de ordehandhaving en al eerder geprotesteerd had tegen de weigering tot uitstel van de zittingen, verklaarde de besluiten tegen Nestorius ongeldig. Theodosius II besloot op 29 juni dat de besluiten ongeldig waren en dat niemand mocht vertrekken.
Johannes van Antiochië en de Syrische bisschoppen kwamen uiteindelijk op 26 juni in Efeze aan en organiseerden in een plaatselijke kroeg een eigen concilie toen zij van het afzettingsbesluit tegen Nestorius hoorden. Zij excommuniceerden op hun beurt Cyrillus van Alexandrië.
In juli kwamen ook de afgevaardigden van de paus aan. Zij zetten uiteindelijk hun handtekening onder de veroordeling van Nestorius en gaven blijk het besluit van 22 juni te willen respecteren.
De uitspraken van het concilie waren dat in Christus de eenheid van de twee naturen voorkomt, menselijk en goddelijk. Maria werd gedefinieerd als de moeder Gods, Maria als Christotokos werd niet als compromisformule geaccepteerd.
De veroordeling van Nestorius draagt 197 handtekeningen, waarvan er verschillende later zijn toegevoegd of afkomstig zijn van personen die geen stemrecht hadden. Alle metropolieten van de gezamenlijke delegaties, inclusief de Syrische en Romeinse, geven een stemverhouding 24 tegen 20. Vandaar dat Johannes van Antiochië later zou vragen om een nieuw concilie, waar elke metropoliet slechts twee bisschoppen zou mogen meenemen.

## Nasleep
Inmiddels had keizer Theodosius echter besloten om zowel Nestorius als Cyrillus af te zetten.
Beiden werden onder huisarrest geplaatst tot na het door de keizer geoorloofde vertrek van de concilievaders in september 431.
Uiteindelijk lukte het Cyrillus - met steekpenningen aan het keizerlijke hof - Efeze te verlaten. Nestorius werd naar een klooster in Antiochië gebracht waar zijn arrest voortduurde. Onder invloed van Cyrillus werd hij uiteindelijk naar de Libische woestijn verbannen, om zo geen "schadelijke invloed" meer te kunnen uitoefenen.
Nestorius schreef in deze periode zijn Tragoedia (436) en het beroemde Liber Heraclides (449 of later). Hij stierf in de verbanning in 451.
De veroordeling van Nestorius werd niet door iedereen binnen de Antiocheense kerkgemeenschap aanvaard. In de Nestoriaanse Kerk of de Kerk van het Oosten leefden zijn ideeën verder, zoals bij Theodoretus van Cyrrhus, die in de uiteenzettingen van Cyrillus een wederopleving van het apollinarisme zag. Naast Nestorius werden ook medestanders, zoals Alexander van Hierapolis geëxcommuniceerd.